# Mölndals Kvarnby

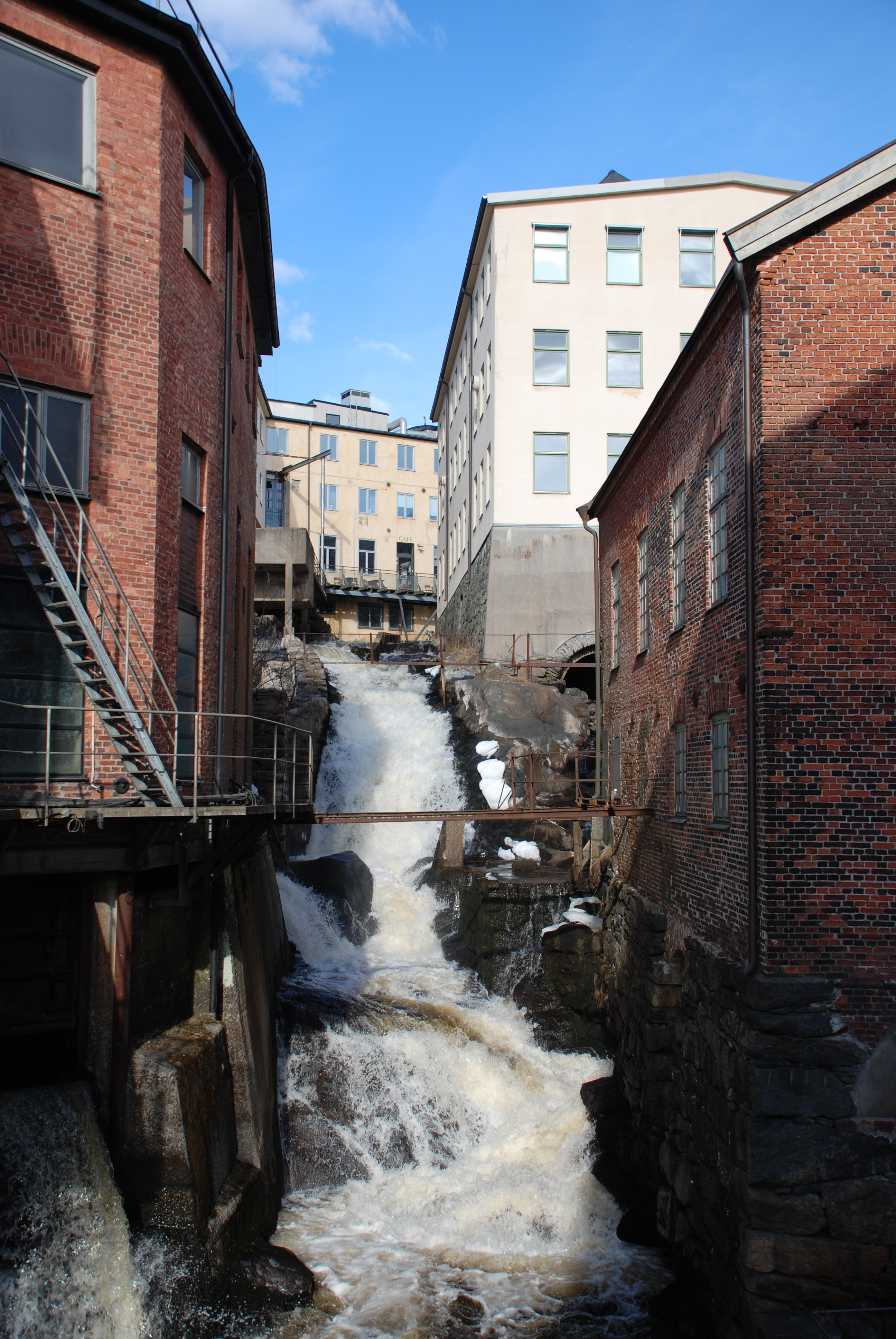
Forsen i Mölndals Kvarnby.

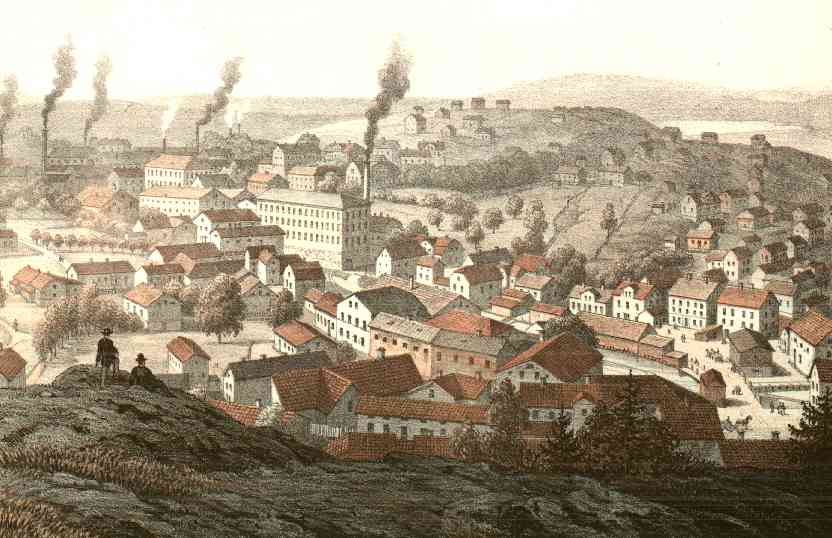
Kvarnbyn år 1870.

Mölndals Kvarnby (lokalt kallat Kvarnbyn) är en stadsdel i mellersta delen av kommundelen Östra Mölndal (motsvarande Stensjöns distrikt). Mölndals Kvarnby ligger vid Mölndalsåns fors.

## Historik
Platsen har fått sitt namn efter en kvarnby som omnämns redan på 1300-talet. De vattenkvarnar som låg i byn malde mjöl för bygderna i regionen. Tack vare vattenkraften, och att pråmtrafik kunde bedrivas på Mölndalsåns nedre lopp, utvecklades Kvarnbyn till ett industrisamhälle och Mölndal till en industriort.
Mölndal har fått sitt namn från platsen där förleden möln- kommer av det fornsvenska mølna (jämför; mala), med betydelsen kvarn. Med efterleden -dal blir betydelsen kvarndalen. Namnformerna har bland andra varit: Mølnadalaa 1406, vidare Möldall 1530, Möllendall 1567 och Möllnedaalls 1638.

### Industrimiljö
Ursprungligen dominerade kvarnverksamheten vid forsen, men under 1600-talet användes kvarnarna även till att bereda filtar och stampa kläde, vilka efterfrågades i den nyanlagda staden Göteborg. Under 1700-talet blev papperstillverkningen en av huvudverksamheterna, till följd av den ökande bok- och tidningsproduktionen. På 1800-talet etablerades oljeslagerier, vilka tillverkade linolja, och deras verksamhet togs senare över av Svenska Oljeslageriaktiebolaget, SOAB. Oljeslageriverksamheten kom senare att ersättas av tillverkning av färgbindemedel. Textilindustrin etablerade ett stort antal fabriker, framförallt spinnerier.
Textilindustrin expanderade under 1900-talet och det etablerades strumpfabrik, trikåfabrik och färgerier. Genom tekoindustrins kris under senare delen av 1900-talet lades många fabriker ned och den sista textilindustrin avvecklades i början av 1980-talet.
Kvarnverksamheten pågick fram till 1940-talet, då den sista kvarnen lades ner. Den enda bevarade kvarnen, uppförd 1858, ligger vid Götaforsliden och är sedan 1983 byggnadsminne.

### Bostäder

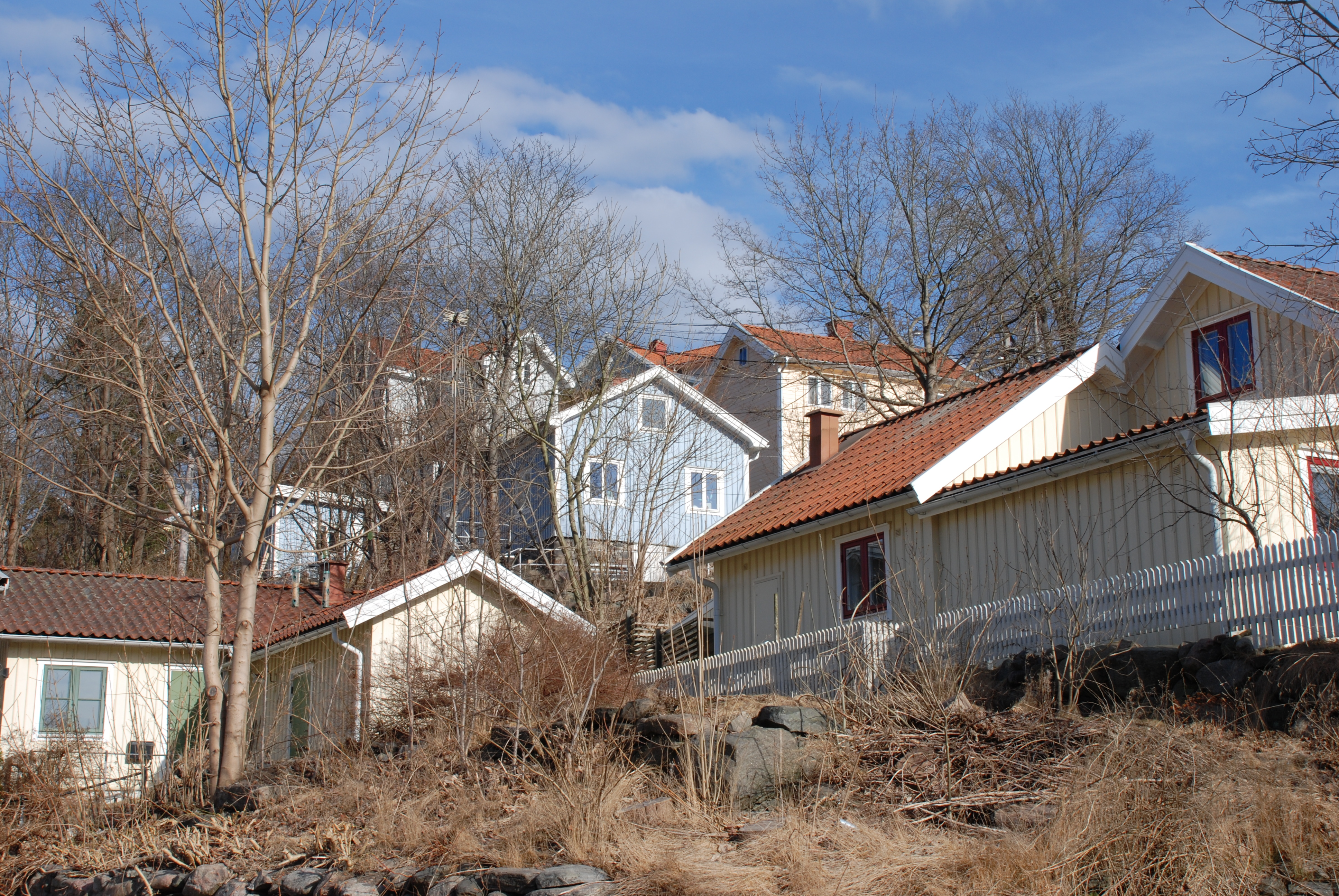
Bostäder i Mölndals Kvarnby.

Den äldsta bebyggelsen utgjordes av lantbruksgårdar i nedre delen av området och kvarngårdar, med mangårdsbyggnad, magasin, stall och eventuellt en ladugård, i anslutning till kvarnarna.
När textilindustrin startade i mitten av 1800-talet byggdes bostadshus längs sluttningarna vid forsen. De uppfördes av arbetarna själva, vilka arrenderade marken av bolagen. Ofta lånade arbetarna pengar av fabriksägarna för att bekosta bostadsbyggandet.
Husen var mestadels i ett plan och storleken varierade. Det fanns såväl enkelstugor med ett rum och kammare, som parstugor med två kammare och kök. I de senare delade ofta två familjer på köket. Det fanns även tvåvåningshus med flera lägenheter. Varje hus hade minst ett uthus med utedass och vedbod.
El för belysning kom på 1910-talet och vid samma tid drogs en vattenledning från Södra Långevattnet och vattenposter placerades ut i området.

## Lagskydd
- Industrimiljön och bostadsmiljön utgör riksintresse för kulturvården och skyddas enligt Miljöbalken 3 kap. 6 §.[7]
- Kvarnhjulet 1 är byggnadsminne enligt Kulturmiljölagen.[8]

## Galleri

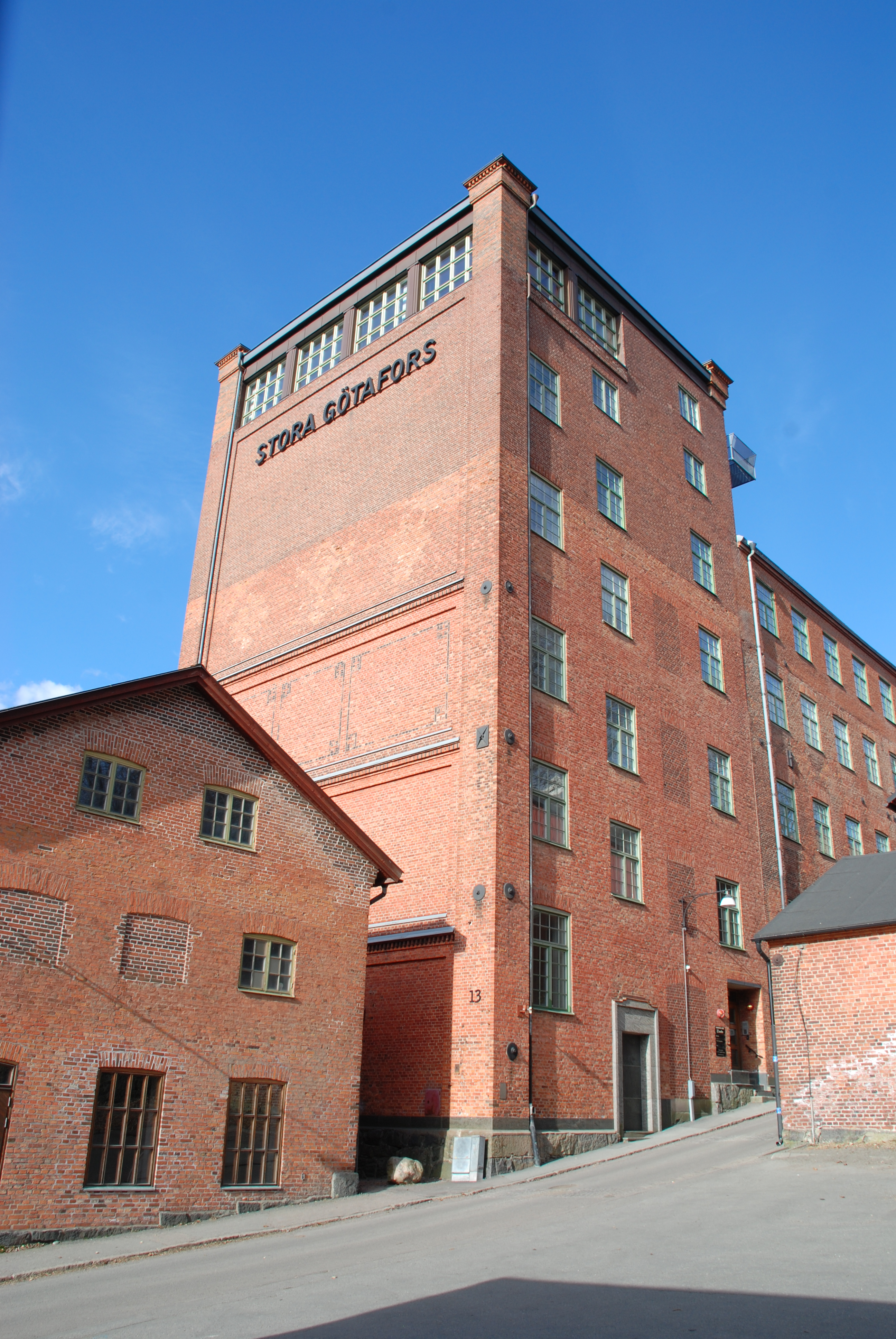
Den före detta sulfitfabriken Götafors.
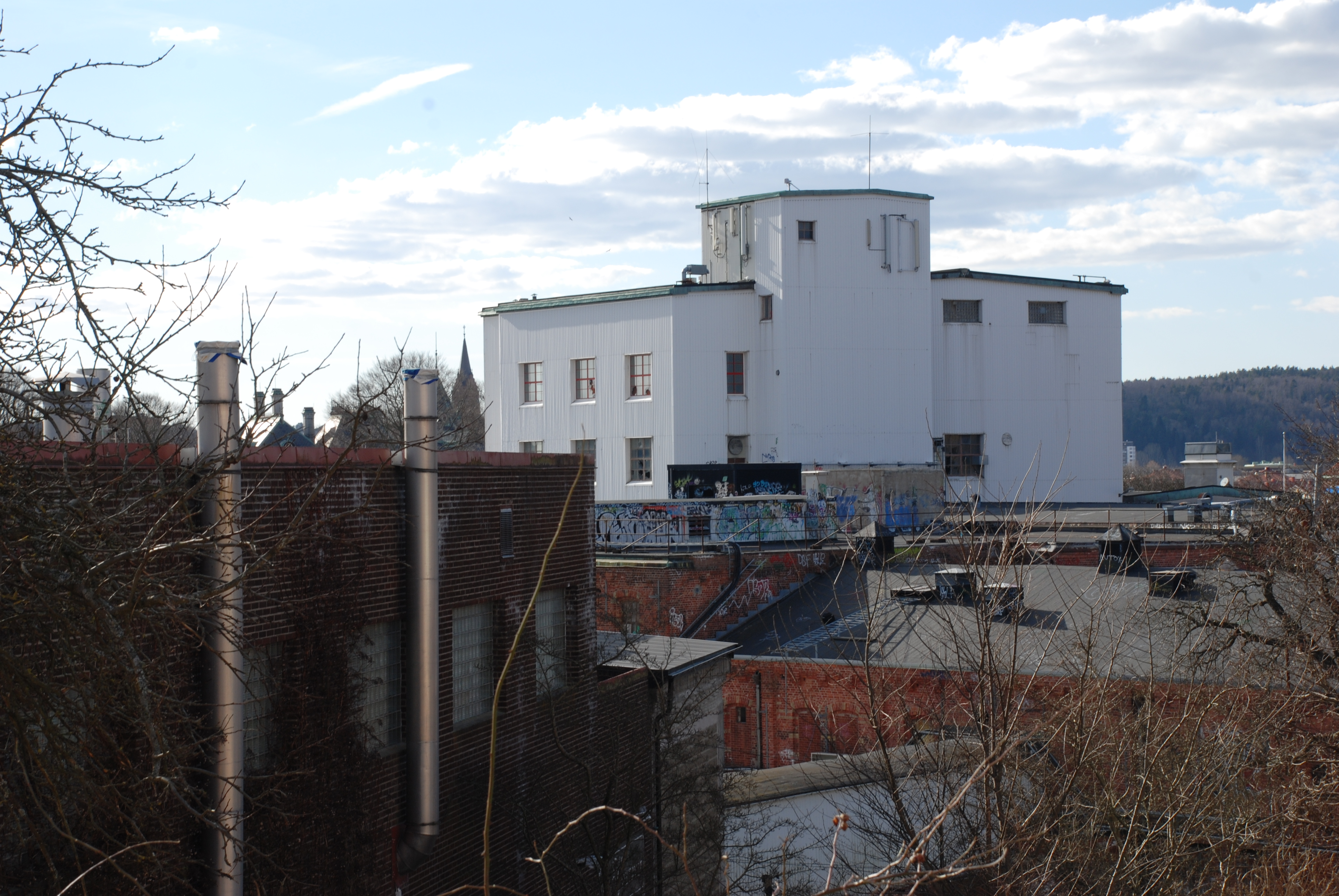
Papyrus pappersbruk från Norra Forsåkersgatan.
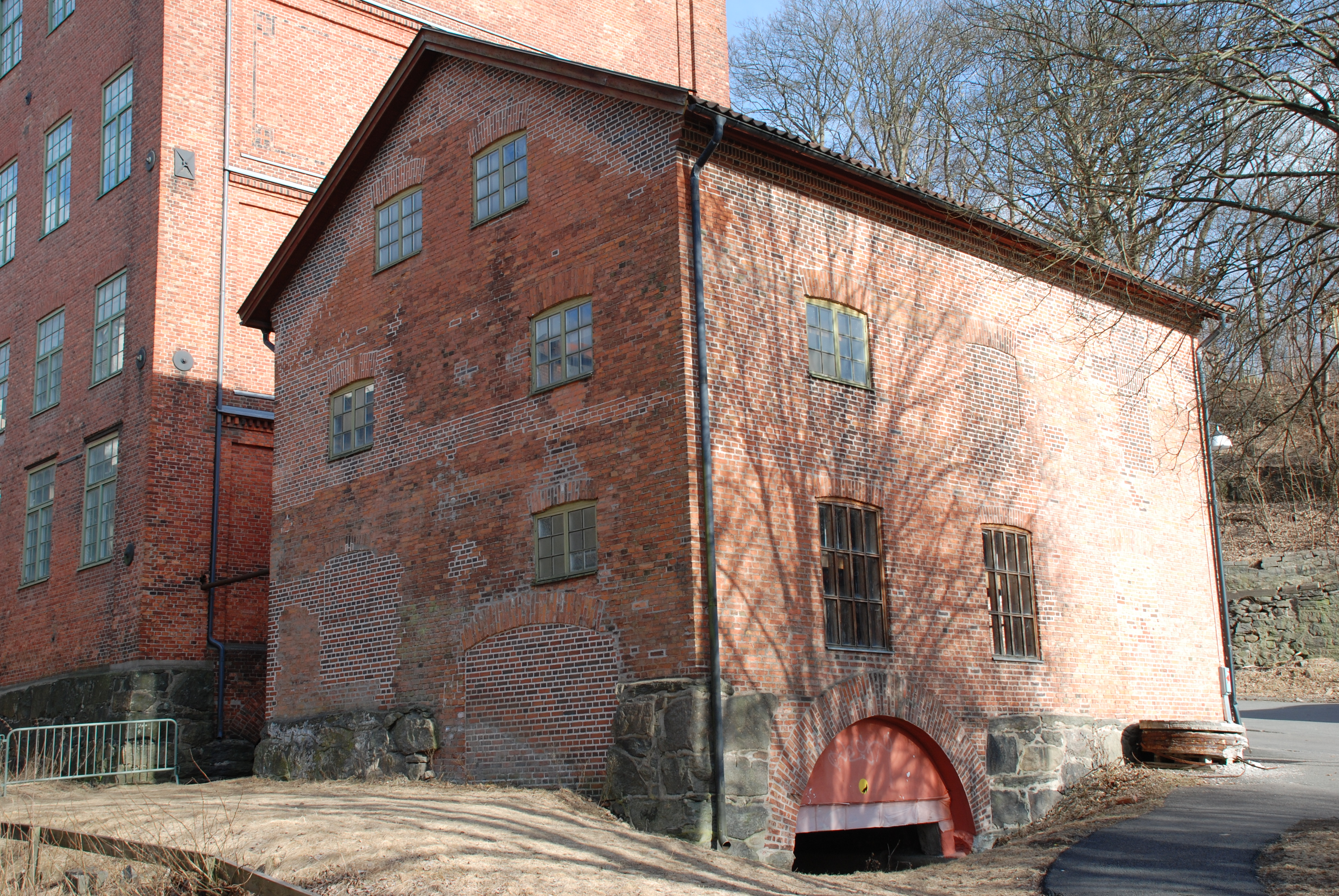
Kvarnfallet 24.
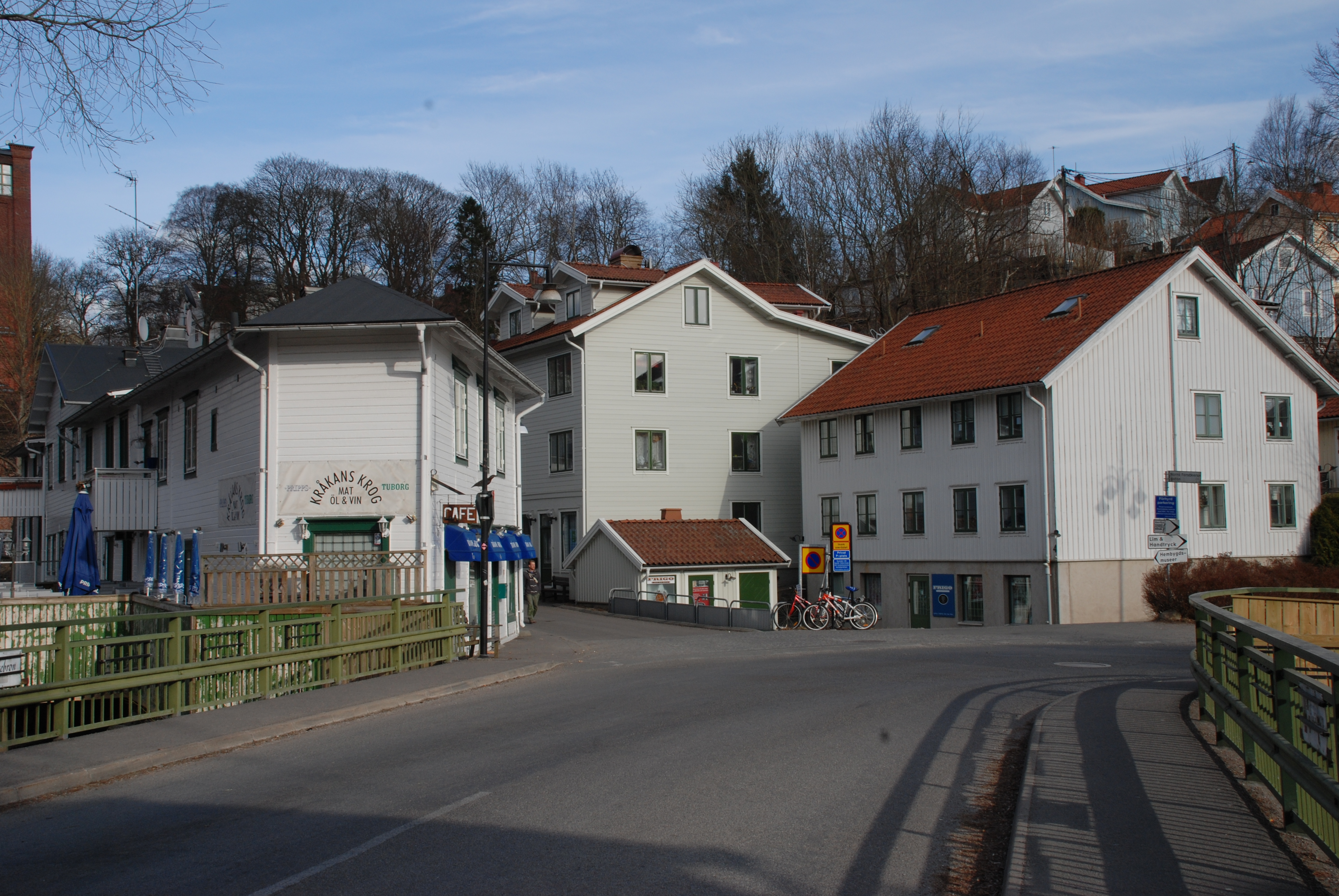
Forsebron.
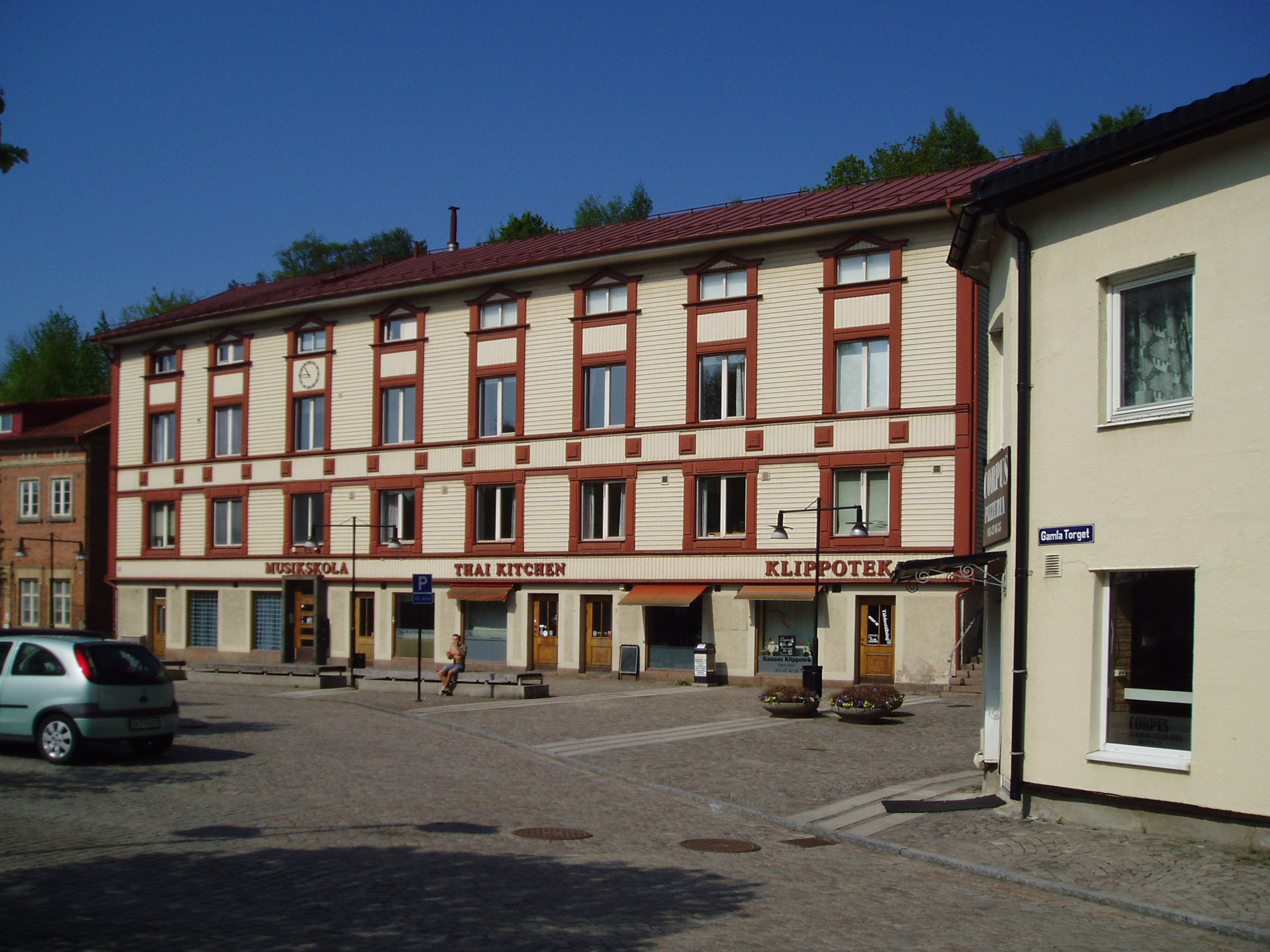
Gamla stadshuset vid Gamla Torget.
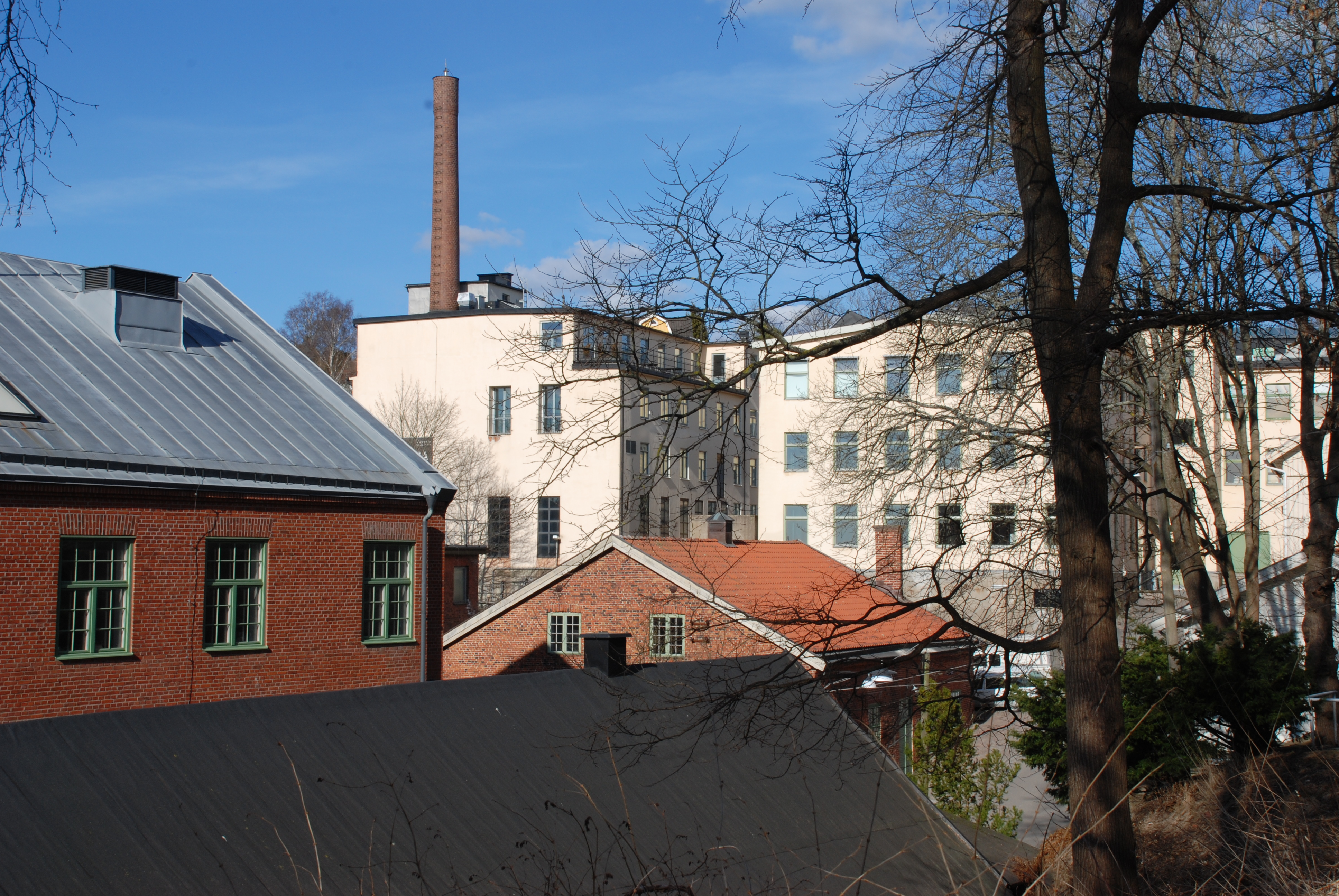
Industrimiljö.
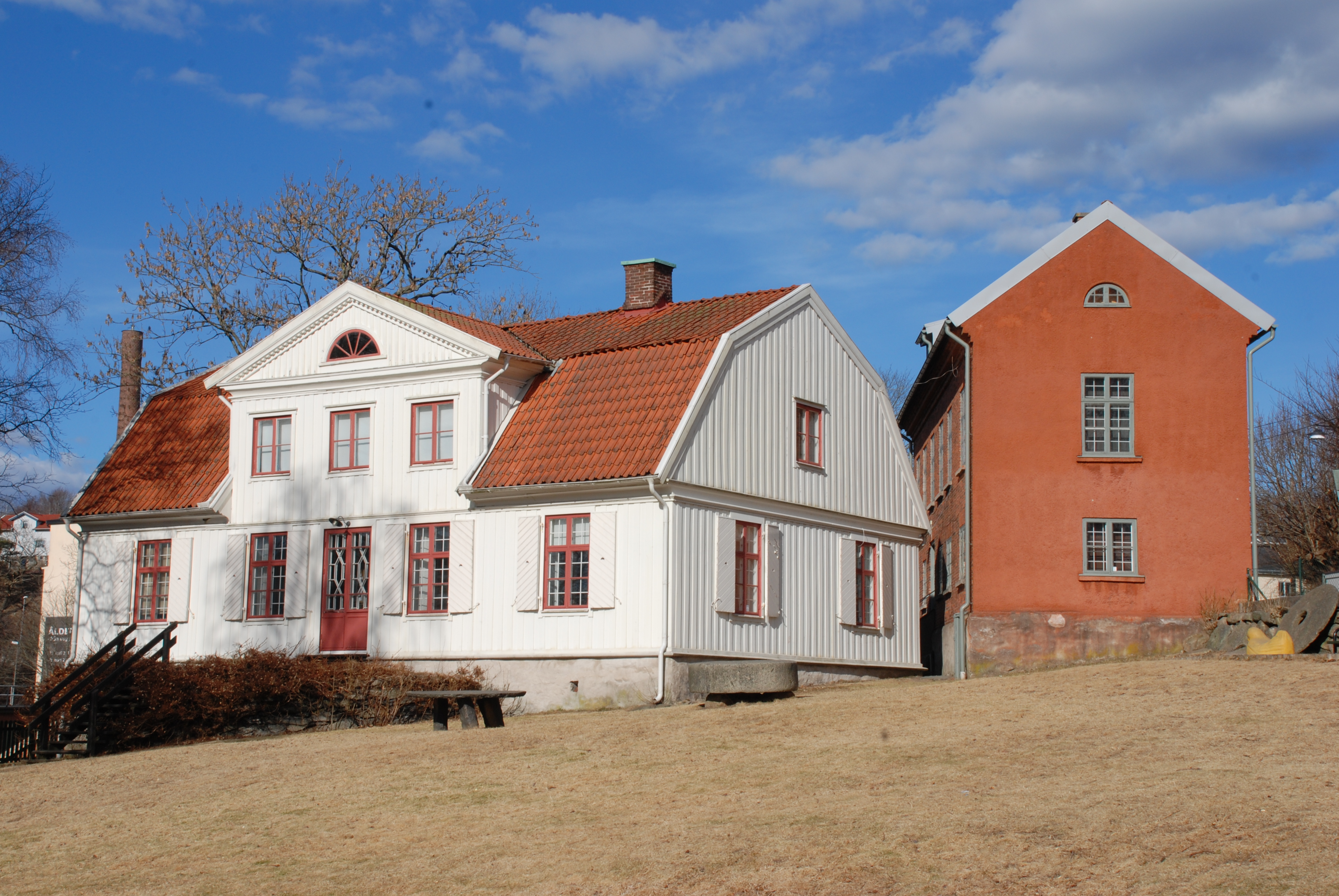
Mölndals hembygdsgård - Royens kvarngård.
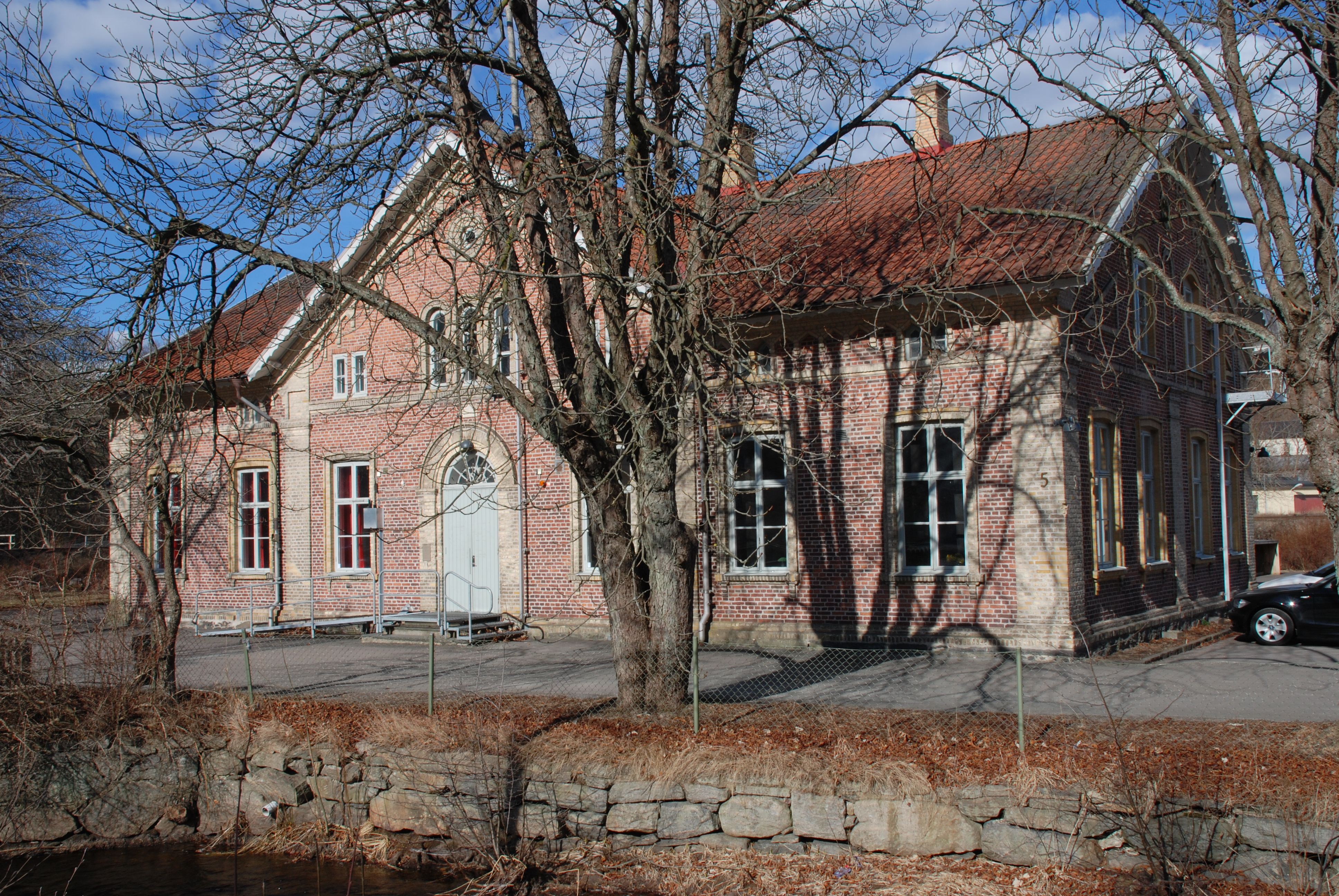
Grevedämmets skola.